# Orthodoxer König

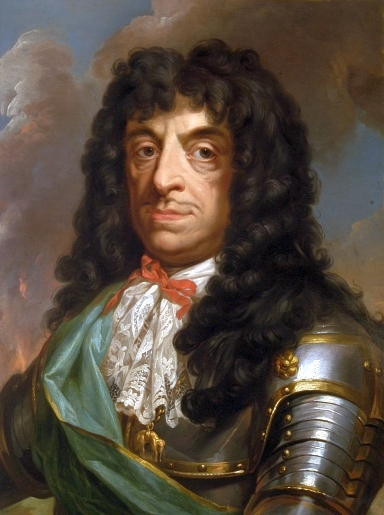
Johann II. Kasimir

Orthodoxer König oder Rechtgläubiger König (polnisch Król Prawowierny, lateinisch Rex Orthodoxus) war ein Ehrentitel, der um die Mitte des 17. Jahrhunderts von den polnischen Königen geführt wurde.

## Geschichte
Der Titel wurde König Johann II. Kasimir im Jahr 1661 verliehen. Diese Verleihung war ein Lob des Papstes für die Vertreibung der Anhänger des Sozinianismus aus Polen-Litauen im Jahr 1658. Später wurde der Titel auch von König Michael I. verwendet. Der Beiname „Orthodoxer König“ wurde in seiner ursprünglichen lateinischen Form „Rex Orthodoxus“ fälschlicherweise mit der östlichen christlichen Orthodoxie in Verbindung gebracht, obwohl die vorherrschende Religion im Staat der Katholizismus war.
Von den nachfolgenden polnischen Monarchen wurde der Titel nicht übernommen und nur gelegentlich von Johann III. Sobieski verwendet. Ihm wurde 1684 nach seinem Sieg über das Osmanische Reich in der entscheidenden Schlacht bei Wien im Jahr 1683 von Papst Innozenz XI. der Titel eines Verteidigers des Glaubens – Defensor Fidei – verliehen.
Vergleichbare Titel sind Allerchristlichster König (Frankreich), Katholischer König (Spanien), Apostolischer König (Ungarn) sowie Allergläubigster König (Portugal) oder Fidei defensor (England). Ziel solcher vom Papst vergebenen Ehrentitel war die formale Rangerhöhung des jeweiligen Königtums.